# Mistrzostwa Europy w Strzelaniu z 10 m 2013
Mistrzostwa Europy w Strzelaniu z 10 metrów 2013 – 42. edycja mistrzostw Europy w strzelaniu z 10 metrów, których zawody zostały rozegrane w Odense, w dniach 25 lutego-3 marca 2013 roku.
Klasyfikację medalową wygrała Ukraina przed Rosją i Włochami. Polska zajęła 5. pozycję w tej samej klasyfikacji.

## Medaliści
Seniorzy
| Konkurencja                       | Data      | Złoto                                                              | Srebro                                                                 | Brąz                                                                            |
| MĘŻCZYŹNI                         |           |                                                                    |                                                                        |                                                                                 |
| karabin, 10 m                     | 1 marca   | Siergiej Richter                                                   | Witalij Bubnowicz                                                      | Juho Kurki                                                                      |
| karabin, 10 m (druż.)             | 1 marca   | Włochy · Niccolò Campriani · Simone Tressoldi · Marco De Nicolo    | Rosja · Konstantin Prichodczenko · Siergiej Krugłow · Dienis Sokołow   | Białoruś · Ilja Czarniejka · Witalij Bubnowicz · Juryj Szczerbacewicz           |
| pistolet, 10 m                    | 2 marca   | Leonid Jekimow                                                     | Anton Gourianow                                                        | Pablo Carrera                                                                   |
| pistolet, 10 m (druż.)            | 2 marca   | Rosja · Anton Gourianow · Leonid Jekimow · Władimir Isakow         | Serbia · Andrija Zlatić · Damir Mikec · Dimitrije Grgić                | Ukraina · Denys Kusznirow · Ołeh Omielczuk · Wiktor Bankin                      |
| ruchoma tarcza, 10 m              | 27 lutego | Władisław Prianisznikow                                            | Łukasz Czapla                                                          | Emil Martinsson                                                                 |
| ruchoma tarcza, 10 m (druż.)      | 27 lutego | Finlandia · Sami Heikkila · Krister Holmberg · Tomi-Pekka Heikkila | Rosja · Maksim Stepanow · Michaił Azarenko · Dimitrij Łykin            | Ukraina · Władisław Prianisznikow · Aleksander Zinienko · Jehor Czyrwa          |
| ruchoma tarcza, 10 m, mix         | 1 marca   | Emil Martinsson                                                    | Władisław Prianisznikow                                                | Maksim Stepanow                                                                 |
| ruchoma tarcza, 10 m, mix (druż.) | 1 marca   | Finlandia · Sami Heikkila · Tomi-Pekka Heikkila · Krister Holmberg | Ukraina · Władisław Prianisznikow · Jehor Czyrwa · Aleksander Zinienko | Rosja · Maksim Stepanow · Michaił Azarenko · Dimitrij Łykin                     |
| KOBIETY                           |           |                                                                    |                                                                        |                                                                                 |
| karabin, 10 m                     | 2 marca   | Lisa Ungerank                                                      | Martina Pica                                                           | Živa Dvoršak                                                                    |
| karabin, 10 m (druż.)             | 2 marca   | Włochy · Martina Pica · Petra Zublasing · Sabrina Sena             | Niemcy · Jessica Mager · Maren Prediger · Beate Gauß                   | Austria · Lisa Ungerank · Olivia Hofmann · Regina Time                          |
| pistolet, 10 m                    | 1 marca   | Celine Goberville                                                  | Marija Marović                                                         | Wiktorija Czajka                                                                |
| pistolet, 10 m (druż.)            | 1 marca   | Serbia · Bobana Veličković · Zorana Arunović · Jasna Šekarić       | Ukraina · Oksana Kaminska · Olena Kostewycz · Inna Klymienko           | Niemcy · Dordżsürengijn Mönchbajar · Claudia Verdicchio-Krause · Sandra Hornung |
| ruchoma tarcza, 10 m              | 27 lutego | Galina Awramienko                                                  | Olga Stepanowa                                                         | Julija Jejdenzon                                                                |
| ruchoma tarcza, 10 m, mix         | 1 marca   | Galina Awramienko                                                  | Irina Izmałkowa                                                        | Daniela Vogelbacher                                                             |

Juniorzy
| Konkurencja                       | Data      | Złoto                                                                   | Srebro                                                                   | Brąz                                                                 |
| MĘŻCZYŹNI                         |           |                                                                         |                                                                          |                                                                      |
| karabin, 10 m                     | 28 lutego | Lorenzo Bacci                                                           | Siergij Kasper                                                           | Alexander Thomas                                                     |
| karabin, 10 m (druż.)             | 28 lutego | Włochy · Simon Weithaler · Lorenzo Bacci · Giuseppe Pio Capano          | Rosja · Jewgienij Panczenko · Władimir Maslennikow · Jewgienij Iszczenko | Ukraina · Siergij Kasper · Andrij Syrownia · Andrij Kolesnikow       |
| pistolet, 10 m                    | 27 lutego | Dario Di Martino                                                        | Ilja Lipkin                                                              | Pawło Korostylow                                                     |
| pistolet, 10 m (druż.)            | 27 lutego | Rosja · Ilja Lipkin · Aleksiej Kuzniecow · Andriej Poczepko             | Ukraina · Pawło Korostylow · Ołeksij Sydorenko · Mykyta Mohyła           | Łotwa · Emils Vasermanis · Lauris Strautmanis · Kristaps Smilga      |
| ruchoma tarcza, 10 m              | 1 marca   | Władisław Szczepotkin                                                   | Heikki Lahdekorpi                                                        | Władlen Onopko                                                       |
| ruchoma tarcza, 10 m (druż.)      | 1 marca   | Ukraina · Władisław Szczepotkin · Ołeksandr Mosznienko · Władlen Onopko | Finlandia · Heikki Lahdekorpi · Jani Suoranta · Mika Kinisjarvi          | Rosja · Dmitrij Szagalin · Siergiej Tałyzin · Konstantin Selin       |
| ruchoma tarcza, 10 m, mix         | 27 lutego | Jani Suoranta                                                           | Władisław Szczepotkin                                                    | Heikki Lahdekorpi                                                    |
| ruchoma tarcza, 10 m, mix (druż.) | 27 lutego | Ukraina · Władisław Szczepotkin · Władlen Onopko · Ołeksandr Mosznienko | Finlandia · Jani Suoranta · Heikki Lahdekorpi · Mika Kinisjarvi          | Armenia · Razmik Minasjan · Szant Sargsjan · Artur Pietrosjan        |
| KOBIETY                           |           |                                                                         |                                                                          |                                                                      |
| karabin, 10 m                     | 27 lutego | Nadine Ungerank                                                         | Selina Gschwandtner                                                      | Malin Westerheim                                                     |
| karabin, 10 m (druż.)             | 27 lutego | Niemcy · Nina Laura Kreutzer · Selina Gschwandtner · Monika Dummer      | Czechy · Nikola Mazurová · Gabriela Vognarová · Monika Vranková          | Norwegia · Malin Westerheim · Katrine Lund · Sina Oleane Busk        |
| pistolet, 10 m                    | 28 lutego | Klaudia Breś                                                            | Margarita Łomowa                                                         | Anne Isabelle Rene                                                   |
| pistolet, 10 m (druż.)            | 28 lutego | Polska · Joanna Tomala · Klaudia Breś · Agata Nowak                     | Francja · Anne Isabelle Rene · Mathilde Lamolle · Sophie Scire           | Rosja · Margarita Łomowa · Witalina Bacaraszkina · Regina Rizwanowa  |
| ruchoma tarcza, 10 m              | 1 marca   | Veronika Major                                                          | Florence Louis                                                           | Kateryna Gawriuszenko                                                |
| ruchoma tarcza, 10 m (druż.)      | 1 marca   | Ukraina · Kateryna Gawriuszenko · Nadija Diennina · Ołena Ciechowska    | Francja · Paloma Malcoiffe · Florence Louis · Camille Dubois             | Rosja · Anna Juszkowa · Oksana Sokołowa · Walerija Janina            |
| ruchoma tarcza, 10 m, mix         | 27 lutego | Oksana Sokołowa                                                         | Veronika Major                                                           | Florence Louis                                                       |
| ruchoma tarcza, 10 m, mix (druż.) | 27 lutego | Rosja · Oksana Sokołowa · Anna Juszkowa · Walerija Janina               | Francja · Florence Louis · Paloma Malcoiffe · Camille Dubois             | Ukraina · Kateryna Gawriuszenko · Nadija Diennina · Ołena Ciechowska |

## Klasyfikacja medalowa
| Poz. | Reprezentacja | złoto | srebro | brąz | Razem |
| ---- | ------------- | ----- | ------ | ---- | ----- |
| 1.   | Ukraina       | 7     | 6      | 7    | 20    |
| 2.   | Rosja         | 5     | 8      | 6    | 19    |
| 3.   | Włochy        | 5     | 1      | 0    | 6     |
| 4.   | Finlandia     | 3     | 3      | 2    | 8     |
| 5.   | Polska        | 2     | 1      | 0    | 3     |
| 6.   | Austria       | 2     | 0      | 1    | 3     |
| 7.   | Francja       | 1     | 4      | 2    | 7     |
| 8.   | Niemcy        | 1     | 2      | 3    | 6     |
| 9.   | Węgry         | 1     | 1      | 0    | 2     |
|      | Serbia        | 1     | 1      | 0    | 2     |
| 11.  | Szwecja       | 1     | 0      | 1    | 2     |
| 12.  | Izrael        | 1     | 0      | 0    | 1     |
| 13.  | Białoruś      | 0     | 1      | 2    | 3     |
| 14.  | Chorwacja     | 0     | 1      | 0    | 1     |
|      | Czechy        | 0     | 1      | 0    | 1     |
| 16.  | Norwegia      | 0     | 0      | 2    | 2     |
| 17.  | Armenia       | 0     | 0      | 1    | 1     |
|      | Hiszpania     | 0     | 0      | 1    | 1     |
|      | Łotwa         | 0     | 0      | 1    | 1     |
|      | Słowenia      | 0     | 0      | 1    | 1     |